# Німченко Кузьма Павлович
Кузьма Павлович Німченко (нар. 1899, станиця Пашківська, нині у межах м. Краснодар, РФ — пом. 1973, там само) — професійний бандурист, майстер народних інструментів, педагог,  композитор, громадський діяч, україномовний поет. Жертва сталінських репресій.

## Життєпис
Вивчав гру на бандурі у В. Ємця, який 1913 р. організував у м. Катеринодар (нині Краснодар) Першу кубанську кобзарську школу. 
1913 року на відмінно закінчив Пашківське Олександрівське двокласне училище, 1916-го — Катеринодарську міську чоловічу гімназію, отримавши звання вчителя початкових училищ. Рік працював вчителем. З вересня 1918 р. — студент Катеринодарської (з 1920 — Краснодарської) консерваторії по класу вокалу, але на третьому курсі залишив навчання. Працював вчителем в станиці Медведівській та Краснодарі. З січня 1922 р. почав працювати артистом естради (бандурист-співак) Краснодарського бюро союзу «Рабіс». Виступав на сценах Краснодара і станиць краю, Києва, Харкова, Одеси, Воронежа, Тбілісі.  
З 1924 працював у Краснодарській філармонії. З 1927 р. викладав гру на бандурі в Краснодарській консерваторії. 
У 1929 р., після концерту в Українській філармонії у Харкові, митця запросили в Одеський музично-драматичний інститут. За чотири роки діяльності в організованому ним класі бандури він створив педагогічний сольний і ансамблевий репертуар, розгорнув роботу з виготовлення оркестрових і удосконалених бандур, написав «Підручник гри на бандурі».
Талановитий бандурний майстер, новатор, він усе своє творче життя працював над удосконаленням улюбленого інструмента: розширював діапазон звукоряду бандури, поліпшував її акустичні можливості, поставив її на ніжку, як у басолі чи віолончелі, і впровадив демпфер, який приводився в дію ніжною педаллю (демпфер Олександра Корнієвського ручний). Інструменти його конструкція мали серійно виготовляти з 1930 р. в Одесі, але це не сталося.
В Музеї кобзарства Криму та Кубані при Кримському державному гуманітарному університеті (м. Ялта) зберігається бандура роботи Кузьми Німченка початку 20-х рр. XX ст..
Майстер також створив піанінну механіку подвійної репетиції, вібруючу електрогітару, струнний ортан «цимбаліно» — клавішнострунний музичний інструмент та удосконалений клавесин.
Після Голодомору 1933 р. Німченко повернувся на Кубань, де намагався продовжити концертувати, конструювати, впроваджувати вивчення гри на бандурі в навчальних закладах. Але в цей час на Кубані вже тривав процес деукраїнізації. Німченка репресували. Після заслання повернувся в станицю Пашківську, де в 1973 р. помер самотнім і майже всіма забутим.

## Репертуар
Репертуар бандуриста складався з різножанрових українських народних пісень, зокрема літературного походження (на слова Т. Шевченка, С. Руданського, О. Олеся), пісень сучасних композиторів, а також творів композиторів-класиків у перекладенні для бандури, а також власних оригінальних обробок.
У концертному репертуарі Кузьми Німченка були дума «Плач невільників», «Дума» на слова Тараса Шевченка з поеми «Невольник», низка відомих історичних і козацьких українських народних пісеньː «А вже літ як двісті», «Гей не дивуйтеся, добрії люди», «За Сибіром сонце сходить», «Ми, гайдамаки, вічно однакі», «Ой гук,  дужий, гук», «Ой з-за гори, з-за лиману», «Ой на горі та женці жнуть», «Ой п′є Байда мед-горілочку», «Ой сів пугач на могилі», «Побратався сокіл», «Про Саву Чалого», «Ой Морозе, Морозенку» та ін.